# 彭履德
彭履德，四川省敘州府宜賓縣人，清朝政治人物、進士出身。
光緒六年（1880年），参加庚辰科殿試，登進士二甲第21名。同年五月，著分部學習。